# ヨーグリート
ヨーグリート（Yogurito）とは、オランダで生産されているリキュールの銘柄である。名前の通り、プレーン・ヨーグルトのフレーバーを持つ。アルコール度数は16度と比較的低く、甘口であるため、主に女性を中心に人気がある。日本での輸入元はサントリー。なお、プレーン・ヨーグルト味の他、イチゴ味のヨーグリート ストロベリー (Yogurito Strawberry) も販売されている。

## ヨーグリートを使ったカクテル
- ヨーグリート・オレンジ

ヨーグリート1 に対し オレンジ・ジュース3
- ヨーグリート・ジンジャー

ヨーグリート1 に対し ジンジャー・エール2
- ヨーグリート・ソーダ

ヨーグリート1 に対し 炭酸水2
- ヨーグリート・ミルク

ヨーグリート + 牛乳（適量）